# Juan Tomás de Boxadors y Sureda de San Martín
Juan Tomás de Boxadors y Sureda de San Martín (né le 3 avril 1703 à Barcelone et mort le 16 décembre 1780 à Rome) est un cardinal espagnol du XVIIIe siècle.

## Biographie
Il est membre de l'ordre des dominicains, dont il  est maître de 1756 à 1777.
Le pape Pie VI le crée cardinal lors du consistoire du 13 novembre 1775. Il n'a participé à aucun conclave.